# Chemung County
Chemung County är ett administrativt område i delstaten New York, USA, med 88 830 invånare. Den administrativa huvudorten (county seat) är Elmira. 

## Geografi
Enligt United States Census Bureau har countyt en total area på 1 065 km². 1 057 km² av den arean är land och 8 km² är vatten. 

### Angränsande countyn
- Schuyler County, New York - nord
- Tompkins County, New York - nordost
- Tioga County, New York - öst
- Bradford County, Pennsylvania - syd
- Tioga County, Pennsylvania - sydväst
- Steuben County, New York - väst